# Sapieha (herb książęcy)

Sapieha Książę I według J.K. Ostrowskiego

Sapieha Książę I według Obszczi gerbovnik (1858-1859)

Sapieha Książę II

Sapieha Hrabia III

Sapieha (herb szlachecki) – poniższy artykuł dotyczy różnych arystokratycznych wariantów herbu Lis używanych przez różnych przedstawicieli rodziny Sapiehów.

## Opisy
Opisy herbów zgodnie z klasycznymi regułami blazonowania, nazewnictwo przyjęte za Juliuszem Ostrowskim:
Sapieha Książę I (Sopeha, Sopiha, Sopezyc, Sapucho, Lis odmienny): Tarcza dwudzielna w pas, część górna podzielona trzy razy w słup; w polu I czerwonym rogacina podwójnie przekrzyżowana, złota (Lis II); w polu II czarnym trzy lilie srebrne, dwie nad jedną (Lilie Sapiehów); w polu III czerwonym ramię zbrojne, w łokciu zgięte i przebite strzałą w dół (Ręka); w polu IV, czerwonym jeździec zbrojny z mieczem w prawicy i tarczą obramowaną złotem, na której krzyż podwójny złoty, w lewicy (Pogoń Litewska). Całość na płaszczu książęcym z mitrą. Znany jest wariant tego herbu z rosyjskiego Obszczi gerbovnik, gdzie zamieniono miejscami pola I i II, zaś herb dodatkowo wzbogacono o klejnot – pół lisa wspiętego srebrnego.
Sapieha Książę II: Tarcza obramowana złotem i poprzedzielana liniami złotymi, trójdzielna w pas, pola górne i dolne trójdzielne w słup, środkowe dwudzielne w pas. W polu I czerwonym rogacina podwójnie przekrzyżowana, złota (Lis II); w polu II czarnym trzy lilie srebrne, dwie nad jedną (Lilie Sapiehów); w polu III czerwonym ramię zbrojne, w łokciu zgięte i przebite strzałą w dół (Ręka); w polu IV, czerwonym na murawie zielonej jeździec zbrojny z szablą w prawicy i tarczą, na której krzyż podwójny złoty, w lewicy (Pogoń Litewska); w polu V błękitnym Hippocentaur mierzący z łuku do własnego ogona w kształcie węża (Hippocentaurus), w polu VI błękitnym słup złoty z dwoma krzyżami u góry i dołu ukośnie, do siebie zwróconymi (Różyński), w polu VII czerwonym, Słupy Giedymina; w polu VIII srebrnym, kolumna złota (Kolumna). Nad tarczą trzy hełmy z klejnotami: I pół męża zbrojnego z szablą i tarczą jak w herbie; II lis wspięty brązowy między dwoma rogami bawolimi naturalnymi; III orzeł czarny w koronie królewskiej z krzyżykiem złotym, na jego piersi owalna tarczka czerwona z herbem Ręka. Labry I z prawej czarne podbite srebrem, z lewej błękitne podbite złotem; labry II czerwone podbite srebrem; labry III czerwone podbite srebrem. Całość na płaszczu książęcym z mitrą.
Sapieha Hrabia III: Tarcza czerwona, przedzielona pasem złotym, nad nim rogacina podwójnie przekrzyżowana, srebrna (Lis), pod nim jeździec zbrojny z mieczem i tarczą z podwójnym krzyżem (Pogoń Litewska). Nad tarczą dwa hełmy z klejnotami: z prawej pół lisa wspiętego, czerwonego, z lewej orzeł czarny w koronie królewskiej.
Sapieha IV: Tarcza pięciodzielna z polem sercowym. W polu I trzy lilie dwie nad jedną (Lilie Sapiehów); w polu II jeździec zbrojny z mieczem i tarczą z krzyżem podwójnym (Pogoń Litewska); w polu III miecz rękojeścią do góry między czterema półksiężycami: po dwa rogami do siebie, barkami dwa do góry i dwa do dołu (Druck); w polu IV ramię zgięte w łokciu i przeszyte strzałą (Ręka); w polu V rogacina podwójnie przekrzyżowana (Lis). Klejnot: nad hełmem w koronie między dwiema trąbami – pół lisa wspiętego. Barwy nieznane, ale na portrecie z 1616 roku pole I i IV błękitne, reszta czerwona, godła srebrne, klejnot naturalny, labry czerwone, podbite srebrem.
Sapieha V: Tarcza czterodzielna, w polu I czerwonym rogacina podwójnie przekrzyżowana, srebrna (Lis); w polu II błękitnym krzyż srebrny z obu stron i u góry przekrzyżowany, ponadto pod belką poprzeczną pół pierścienia barkiem do góry (zniekształcony) Korybut; w polu III błękitnym na środku belki od góry łączącej poprzecznie trzy słupy, z których środkowy dłuższy – krzyż (Radwan); w polu IV czerwonym Hippocentaur w lewo mierzący z łuku do własnego ogona w kształcie węża (Hippocentaurus). Nad tarczą dwa hełmy z klejnotami: z prawej pół lisa wspiętego, z lewej ogon pawi. Labry przy pierwszym błękitne, przy drugim czerwone, podbite srebrem.
Sapieha VI: Tarcza czterodzielna, w polach I i IV trzy lilie, dwie nad jedną (Lilie Sapiehów), w polach II i III rogacina podwójnie przekrzyżowana, srebrna (Lis). Tarczę podtrzymują orły, na tarczy korona szlachecka.
Sapieha Hrabia VII: Tarcza pięciodzielna, w polach I i IV czerwonych po trzy lilie srebrne, dwie nad jedną (Lilie Sapiehów); w polach II i III czerwonych ramię zbrojne, zgięte w łokciu, przeszyte strzałą w dół (Ręka), w polu sercowym rogacina podwójnie przekrzyżowana, srebrna (Lis). Klejnot: nad hełmem w koronie między dwiema trąbami lis wspięty.
Sapieha Książę VIII: Tarcza siedmiodzielna (dwudzielna w pas, każde pole trójdzielne w słup, na całości pole sercowe). W polu I srebrnym głowa żubrza czarna z pierścieniem złotym w nozdrzach (Wieniawa); w polu II czarnym, trzy lilie srebrne, dwie nad jedną (Lilie Sapiehów); w polu III czerwonym krzywaśń prawoukośna srebrna (Szreniawa); w polu IV złotym na niedźwiedziu czarnym panna w sukni błękitnej (Rawicz); w polu V czerwonym łódź złota (Łodzia); w polu VI czerwonym topór srebrny z rękojeścią złotą (Topór); w polu sercowym czerwonym, rogacina podwójnie przekrzyżowana, srebrna. Nad tarczą korona hrabiowska.

## Najwcześniejsze wzmianki
Sapieha Książę I: Według Ostrowskiego herb nadany w 14 września 1700 roku Kazimierzowi Janowi Sapieże, zatwierdzony w Rzeczypospolitej w 1767/68 roku i w Rosji 30 kwietnia 1800 roku. Jednakże według Sławomira Górzyńskiego, dyplom dla nadania z roku 1700 nie zachował się. Lilie występujące w tym oraz innych herbach Sapiehów miały być herbem Narymunda, rzekomego pogańskiego przodka Sapiehów. W rzeczywistości najdawniejszym potwierdzonym przodkiem Sapiehów był Semen Sopiha, dopuszczony w Horodle do herbu Lis.
Sapieha Książę II: Potwierdzenie tytułu książęcego w Galicji dla Leona Sapiehy 25 lutego 1840 roku, dyplom z 26 września 1845 roku. Podstawą nadania miało być rzekomo pochodzenie od Kazimierza Jana Sapiehy, co było nieprawdą Leon wywodził się z innej linii.
Sapieha Hrabia III: Według Ostrowskiego odmiana związana z tytułem hrabiowskim SRI nadanym Pawłowi Sapieże 6 stycznia 1572 roku. Dodanie ręki przeszytej strzałą miało się wiązać z potwierdzeniem tytułu w Polsce przez Zygmunta Augusta Pawłowi i jego synowi Mikołajowi 4 maja 1572 roku. Herb Ręka miał być nagrodą za postrzał otrzymany w Inflantach. Według Ostrowskiego, Paweł Sapieha miał jako pierwszy wprowadzić do swego herbu Hipocentaura, na pamiątkę żony, Holszańskiej. Herb taki, ale położony na płaszcz książęcy z mitrą, pojawił się w dokumentacji datowanej na 1841 rok, związanej z procedurą potwierdzania tytułu książęcego Leonowi Sapieże, sfinalizowaną w 1845 (Sapieha Książę II).
Sapieha IV: Odmiana z XVII wieku, miał się nią posługiwać Lew Sapieha, przytoczył ją Piekosiński w Heroldzie z 1898 roku.
Sapieha V: Odmiana używana podobno przez Mikołaja, Krystyna Fryderyka, Aleksandra Kazimierza i Kazimierza Sapiehów w XVII wieku.
Sapieha VI: Herb z pieczęci Michała Sapiehy z 1731 roku.
Sapieha Hrabia VII: Odmiana hrabiowskiego herbu Sapiehów, zanotowana przez Siebmachera.
Sapieha Książę VIII: Herb używany przez Katarzynę z Sapiehów, właścicielkę ziemską na Śląsku, która wyszła powtórnie za mąż w 1745 za Adalberta Pawła Żywnego, szlachcica z nadania Marii Teresy w 1756 roku. Katarzyna po zamęściu i przenosinach na Śląsk otrzymała osobiste pozwolenie od króla pruskiego na używanie na Śląsku tytułu książęcego.

## Herbowni
fürst von Sapieha, graf von Sapieha.